# Ляшковский сельский совет
Ляшковский сельский совет (укр. Ляшківська сільська рада) — входит в состав
Царичанского района
Днепропетровской области
Украины.
Административный центр сельского совета находится в 
с. Ляшковка.

## Населённые пункты совета
- с. Ляшковка
- с. Назаренки
- с. Орловка
- с. Шаровка